# Glypta runcinata
Glypta runcinata är en stekelart som beskrevs av Dasch 1988. Glypta runcinata ingår i släktet Glypta och familjen brokparasitsteklar. Inga underarter finns listade i Catalogue of Life.